# نهر نيونج
نهر نيونج هو نهر يقع في الكاميرون في إفريقيا، يتدفق النهر بطول حوالي 690 كيلومترًا، ليصب في خليج غينيا.

## الوصف
ينبع نهر نيونج على بعد 40 كيلومتر، شرق مدينة أبونج مبانج، حيث تغذيه الغابات المطيرة الشمالية.
يحتوي النهر على منحدرات كبيرة، بمسافة 400 كيلومتر من النهر، بين أبونج مبانج ومبالمايو، مياه النهر صالحة للملاحة بالقوارب الصغيرة.